# HMS Piteå (T138/R138)
HMS Piteå (T138/R138) var en av svenska marinens robotbåtar. Hon byggdes ursprungligen som torpedbåt men byggdes om till robotbåt mellan 1982 och 1984 och betecknades därför som (R138) efter ombyggnaden. HMS Piteå ingick tillsammans med HMS Umeå och HMS Luleå i 11:e Robotbåtsdivisionen (1983-1994) som var en del av Första Ytattackflottiljen (1977-1994) och hade Berga Örlogsbas som sin hemmahamn.
HMS Piteå är ett av få svenska örlogsfartyg som avfyrat sjömålsrobot 15. Piteå är med i början av filmen Coq Rouge från 1989. Scenerna med HMS Piteå spelades in under vintern 1987-1988.
HMS Piteå avrustades 2003 och förvaras nu på ÖHK.